# 리하르트 아일렌베르크

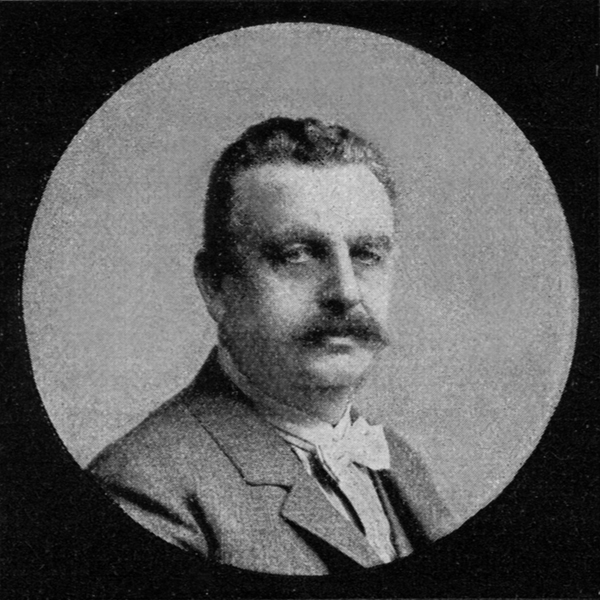

리하르트 아일렌베르크(독일어: Richard Eilenberg, 1848년 - 1927년)는 독일의 작곡가이다.

## 생애
18살 때 첫 작품으로 연주회용 서곡을 작곡했다. 1870년부터 1년동안 지원병으로 참전했다.

## 작품
특히 무곡과 행진곡을 작곡했으나 취주와 군악도 만들었다.
- 발레 음악
  - 실라의 장미 (Die Rose von Schiras)
- 오페레타
  - 후작 쿠리코
  - 미다스 왕
  - 마리에타
- 터키 행진곡
- 페테르부르크의 썰매 여행